# Niepołomiceskoven
Niepołomiceskoven (polsk: Puszcza Niepołomicka) er et stort skov-kompleks i den vestlige del af Sandomierz-bassinet i Polen, omkring 20 km øst for centrum af Kraków. Den består af nogle få beskyttede områder (Natura 2000), som oprindeligt udgjorde en enkelt urskov. Niepołomice-skoven ligger i et område mellem floderne Wisła og Raba. Hovedkomplekset har et areal på 110 km². Den ligger mellem byerne Niepołomice, Baczków, Krzyżanowice og Mikluszowice.

## Beskrivelse
Skoven består af seks naturreservater med et samlet areal på 94,43 hektar. Det største reservat, kaldet Gibiel (29,79 ha), dækker området med den mest forskelligartede flora og fauna, med 175 fuglearter samt europæisk bison, hjorte, vildsvin, ulve, los, og vildkatte. Det næste reservat, kaldet Lipówka (25,73 ha), byder på 200 år gamle naturmonumenter, hovedsageligt lindetræer, ege og avnbøg. Det lidt mindre Długosz Królewski-reservat med et areal på 24,14 ha (ikke langt fra landsbyen Stanisławice), blev etableret til beskyttelse af en sjælden blomstrende bregne ved navn  Osmunda regalis (polsk: Długosz Królewski). Reservatet kaldet Dębina (12,66 ha) er indrettet til bevarelse af gamle egetræer. Koło-reservatet, med et mindre areal på 3,49 ha, består af lindetræer og avnbøg. Reservatet kaldet Wiślisko Kobyle (6,67 ha) er viet til vandplanter. I hjertet af Niepołomice-skoven er det mest beskyttede område beboet af den polske visent (Żubr), det tungeste overlevende landdyr i Europa, og som er opført som sårbar på IUCN's rødlistes rødliste.